# Maskareni
Maskareni oziroma Maskarensko otočje (francosko Mascareignes) so skupina otokov v Indijskem oceanu vzhodno od Madagaskarja, ki jo sestavljajo trije večji otoki: Mavricij in Rodrigues pod upravo otoške države Mavricij ter Reunion, ki tvori istoimenski čezmorski departma Francije. Razprostirajo se na območju približno 700 do 1500 km vzhodno od Madagaskarja, s čimer so najodročnejše otočje Indijskega oceana.
Vsi otoki so vulkanskega izvora. Geološko so fragment Dekanske planote na Indijski podcelini; maskarenska podvodna planota naj bi predstavljala vročo točko, kjer se dviga magma skozi Zemljin plašč in izkazuje burno vulkansko aktivnost. Piton de la Fournaise, eden od dveh vulkanskih stožcev, ki tvorita otok Reunion, je najaktivnejši vulkan v Indijskem oceanu, ki je v zadnjih treh stoletjih izbruhnil več kot 150-krat. Drugi, ugasli Piton des Neiges, je s 3070 m nadmorske višine najvišji vrh Indijskega oceana.
Otočje so prvi odkrili arabski pomorščaki šele v začetku 16. stoletja, kmalu pa so jim sledili Evropejci. Ime je dobilo po portugalskem raziskovalcu Pedru Mascarenhasu. Območje so si razdelili Portugalci in Nizozemci, ki so vzpostavili prve stalne naselbine sredi 17. stoletja. Sledilo je hitro spreminjanja okolja zaradi lova in izsekavanja gozdov.

## Flora in favna
Zaradi odročne lege in dejstva, da otoki nikoli niso bili povezani s celino, je na otočju prisotna visoka stopnja endemizma, podobno kot na Havajih. Podnebje je tropsko, pri tem pa je opazen močan vpliv človeka, saj so skoraj vsi nižinski deževni gozdovi že izkrčeni in gozd ostaja le nad 500 m nadmorske višine, do višine 1900 m na Reunionu, kjer preide v grmičevje. Rezultat tega in vulkanske aktivnosti je močna fragmentacija združb živali in rastlin. Endemnih je na primer približno tri četrtine rastlinskih vrst, dve tretjini vrst hroščev in 90 % kopenskih polžev, pri čemer ostajata flora in favna nezadostno raziskana. Od sesalcev je prisotnih le nekaj vrst netopirjev, skoraj vse endemne. Nekoč so bili otoki tudi dom izjemno raznovrstne favne plazilcev in ptic, ki pa so bili po prihodu ljudi v 16. stoletju v veliki meri iztrebljeni, na čelu z neletečim ptičem dodom z Mavricija, ki je splošno znan zgled za izumrtje zaradi človeka.
Otoke obdaja 750 km² koralnih grebenov. Poznavanje morske favne je še slabše od kopenske.